# Планина (Іванчна Гориця)
Планина (словен. Planina) — поселення в общині Іванчна Гориця, Осреднєсловенський регіон, Словенія. Висота над рівнем моря: 604,5 м.